# Sales management

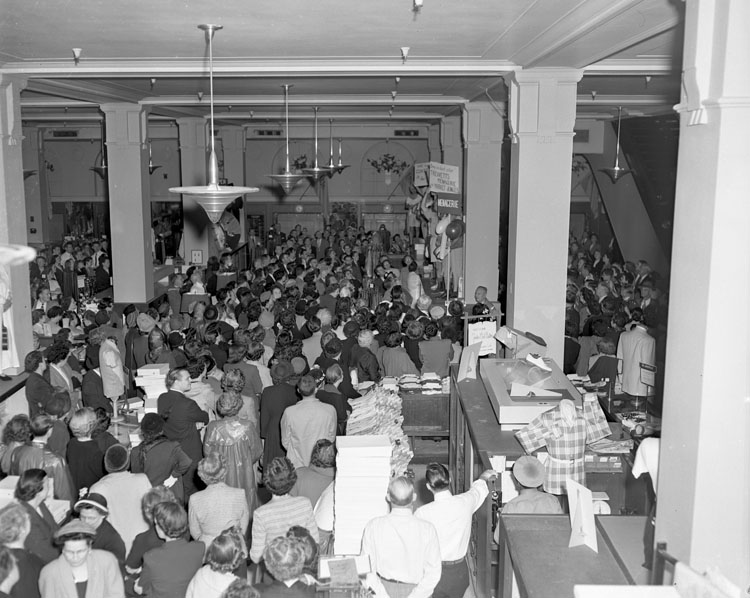
Formazione del personale di Miller & Rhoads per la vendita di maggio (1952, Library of Virginia)

Il sales management è una disciplina di business che si concentra sull'applicazione pratica di tecniche di vendita e sulla gestione delle attività di vendita di un'impresa. È una funzione di business importante poiché la vendita netta attraverso la vendita di prodotti e servizi ed il profitto derivante guidano la maggior parte degli affari commerciali. Questi sono anche i tipici obiettivi e KPI del sales management.
Sales manager è il titolo tipico della persona il cui ruolo è il sales management. Tale ruolo è collegato per sua natura a formazione e sviluppo e leadership.

## Sales planning
Il sales planning ("pianificazione di vendita") implica strategia, la definizione di obiettivi di vendita basati sulla profittabilità, quote, previsioni (forecasting), gestione della domanda (demand management) e la redazione ed esecuzione di un piano di vendita.
Un piano di vendita (sales plan) è un documento strategico che delinea gli obiettivi di business, le risorse e le attività di vendita. Tipicamente segue la guida di piano di marketing (marketing plan), pianificazione strategica e del business plan con dettaglio più specifico su come si possano raggiungere gli obiettivi attraverso l'effettiva vendita di beni e servizi.

## Reclutamento della forza vendita(Sales Staff)
I tre processi di reclutamento usati nel sales management sono: analisi del compito (Job analysis), descrizione del compito e qualità del compito.
L'analisi del compito si fa per specificare i processi certi affidati quotidianamente all'addetto alle vendite. Deve identificare quali attività siano considerate vitali per il successo della ditta. Questa analisi potrebbe essere svolta da qualunque soggetto collegato all'organizzazione vendite o al "ufficio personale", quando anche non venisse affidata ad uno specialista esterno. La persona incaricata di concludere un'analisi del compito deve avere una comprensione approfondita delle attività quotidiane della forza vendita.
L'analisi del compito viene poi scritta in forma esplicita come descrizione del compito.

Le informazioni generali comprendono:
1. Titolo del compito
2. Relazione organizzativa
3. Tipo di prodotti e servizi venduti
4. Tipo di clientela cui ci si rivolge
5. Doveri e responsabilità collegati al compito
6. Requisiti del compito.

Una valida descrizione del compito identificherà incentivi per il venditore, dimensione del carico di lavoro e doveri della forza vendita. Tra i suoi compiti fondamentali ci sono anche strumenti di reclutamento quali domande di assunzione e test psico-attitudinali.
La parte più difficile di questo procedimento è la determinazione delle qualità del compito.

Un motivo di questa difficoltà è che il reclutamento incide sul vantaggio competitivo di un'azienda nel mercato e sull'ammontare delle entrate. Inoltre, ci potrebbe essere un insieme di attributi di assunzione associato a ciascun compito di vendita all'interno di una compagnia. Se un individuo non eccelle nel territorio assegnato alla ditta, potrebbe essere dovuto a fattori esterni collegati all'ambiente di quella persona.
Si noti che un'impresa deve fare attenzione a non incorrere in discriminazioni verso i dipendenti. C'è una serie di qualità (provenienza etnica, età, ecc.) che non possono essere usate nel processo di selezione per l'assunzione.

## Sales reporting
Il sales reporting ("redazione di rapporti di vendita") comprende gli indicatori chiave di prestazione (KPI in acronimo inglese) della forza vendita.
I KPI mostrano se il processo di vendita funziona efficacemente e raggiunge i risultati prefissi nel sales planning. Deve far sì che i sales manager possano intervenire tempestivamente con azioni che riportino i dati devianti su valori che in proiezione dovrebbero riallinearsi alle aspettative iniziali. Permette altresì alla direzione vendite di valutare l'operato dei suoi sales manager.
Le informazioni riguardanti il processo di vendita e l'indicatore di successo hit rate sono più "legate al risultato" che "legate al processo".
Il sales reporting può fornire dati quantitativi per gli incentivi di sales management. Premiare i migliori manager senza rapporti di vendita precisi ed affidabili non è obiettivo.
Inoltre, i sales reports sono redatti per uso interno a beneficio della direzione generale. Se il piano di incentivi di altre divisioni dipende dai risultati finali, il sales reporting è necessario per presentare agli altri reparti i risultati del lavoro del reparto vendita.
Da ultimo, i sales reports sono indispensabili per investitori, partner e governo, sicché il sistema di gestione delle vendite deve avere elevate capacità di produrre relazioni analitiche che possano soddisfare le esigenza dei diversi stakeholders.